# كنيسة ابن الأرملة
كنيسة ابن الأرملة  (بالعبرية: כנסיית בן האלמנה‏) ، هي مبنى ديني عبارة عن كنيسة صغيرة تابع للكنيسة الكاثوليكية، يقع المبنى في قرية نين  في شمال فلسطين . مكرسة الكنيسة لقيامة ابن الأرملة، المشار إليه في إحدى معجزات يسوع المسيح الموصوفة في الكتاب المقدس.
تقع كنيسة قيامة ابن الأرملة في الجزء الأوسط من قرية نين، على المنحدر الشمالي لجبل الدحي (515 م فوق سطح البحر)، في منطقة الجليل الأسفل في شمال فلسطين.
تم تحديد التاريخ الدقيق لبناء مبنى الكنيسة على أنه تم ما بين القرنين الرابع والخامس. وهكذا أصبحت بلدة نايين (نين) مقصدًا للحجاج والزائرين المسيحيين، وسرعان ما أصبحت تُعرف الكنيسة بمكان مقدس. في عام 1881، تم الحصول على المكان من قبل الفرنسيسكان، الذين أقاموا على أسس الكنيسة القديمة، ببناء المعبد الصغير المعاصر. منذ عام 2013، جرت محاولة لبدء أعمال تجديدية التي لم يتم تنفيذها بسبب مقاطعة العمل من قبل مجموعات عربية محلية.

## انظر أيضًا

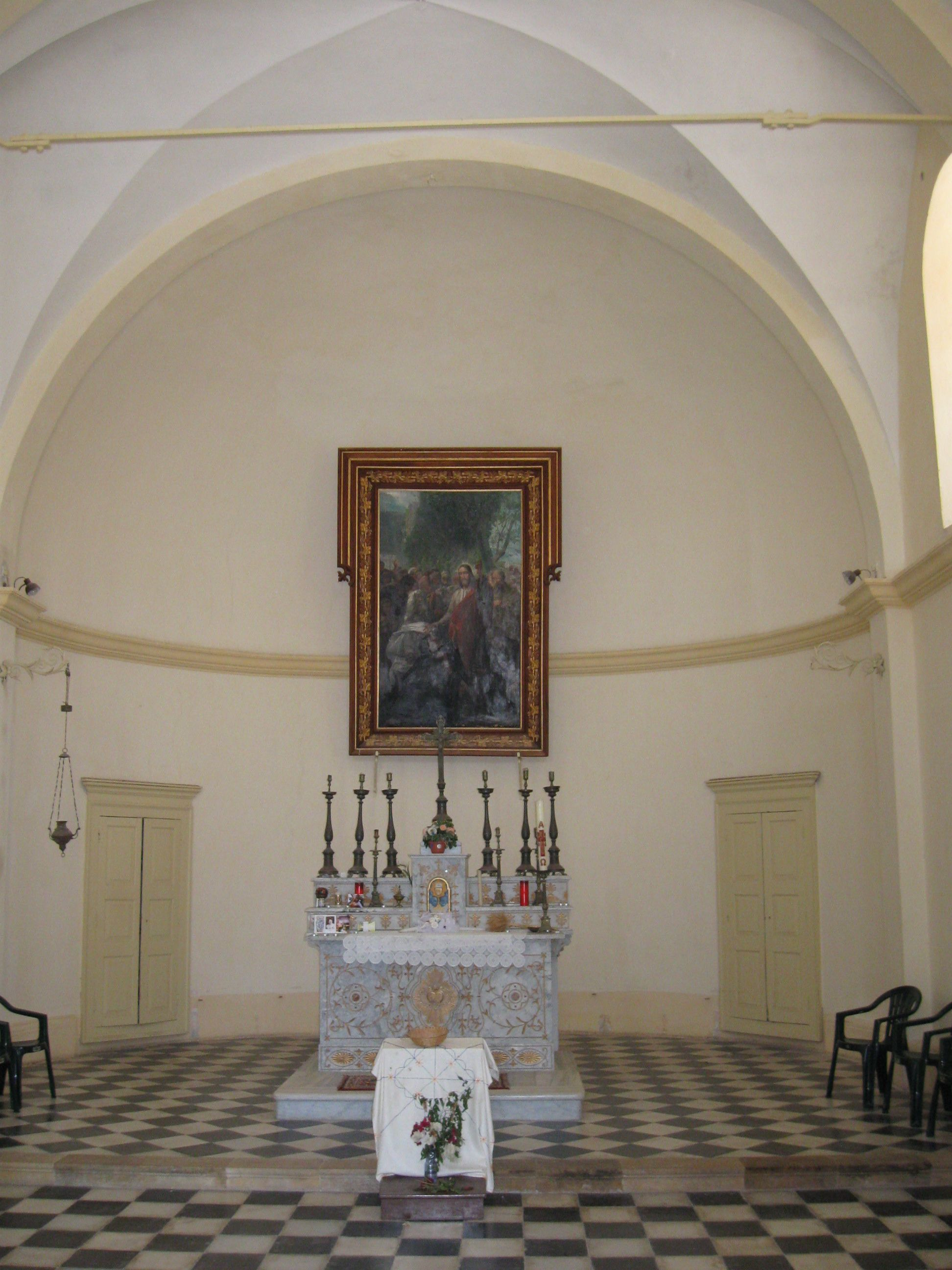
داخل الكنيسة